# Siegfried Korninger
Siegfried Korninger (* 8. Oktober 1925 in Wels; † 3. Oktober 2006 in Wien) war ein österreichischer Anglist und Hochschullehrer. Von 1973 bis 1975 war er Rektor der Universität Wien.

## Leben und Wirken
Siegfried Korninger studierte Anglistik an der Universität Wien und der University of Sheffield. Während er in Sheffield einen Magistergrad erwarb, promovierte er 1947 an der Universität Innsbruck mit einer Arbeit über "Das Schicksalsproblem in Byrons Dichtung". Bereits 1956 habilitierte er sich an der Universität Wien und lehrte dort ab 1957 bis zu seinem Eintritt in den Ruhestand 1994. Bereits im Alter von 33 Jahren erhielt er eine ordentliche Professur für Englische Sprache und Literatur und war Vorstand des Englisch-Amerikanischen Instituts seiner Universität. Neben seiner wissenschaftlichen Arbeit war Korninger 1966/67 Dekan der Philosophischen Fakultät, von 1971 bis 1973 Senator der Universität. Für die Amtszeit von 1973 bis 1975 wurde er zum Rektor der Wiener Universität gewählt. In seinen Veröffentlichungen beschäftigte er sich mit der englischen Dichtung, vor allem im 17. Jahrhundert.
Am 5. November 1975 wurde Korninger mit dem Großen Goldenen Ehrenzeichen für Verdienste um die Republik Österreich ausgezeichnet.

## Veröffentlichungen (Auswahl)
- Nikolaus Lenau und Lord Byron. In: Herbert Seidler (Hrsg.): Festschrift Moriz Enzinger zum 60. Geburtstag (= Schlern-Schriften, Bd. 104). Wagner, Innsbruck 1953, S. 115–129.

- Mensch und Natur in der englischen Dichtung des frühen 17. Jahrhunderts. In: Karl Brunner (Hrsg.): Anglo-Americana. Festschrift zum 70. Geburtstag von Leo Hibler-Lebmannsport (= Wiener Beiträge zur englischen Philologie, Bd. 62). Braumüller, Wien 1955, S. 92–100.

- Die Naturauffassung in der englischen Dichtung des 17. Jahrhunderts (= Wiener Beiträge zur englischen Philologie, Bd. 64). Braumüller, Wien 1956.
- Edward Brerewoods Enquiries. In: Siegfried Korninger (Hrsg.): Studies in English language and literature presented to Professor Dr. Karl Brunner on the occasion of his seventieth birthday (= Wiener Beiträge zur englischen Philologie, Bd. 65). Braumüller, Wien 1957, S. 87–102.
- Wycherlys satirische Methode. In: Karl Brunner u. a. (Hrsg.). Anglistische Studien. Festschrift zum 70. Geburtstag von Prof. Friedrich Wild (= Wiener Beiträge zur englischen Philologie, Bd. 66). Braumüller, Wien 1958, S. 110–126.
- G. W. Leibnizens Sprachauffassung. In: Die Sprache, Bd. 4 (1958), S. 4–14.
- Shakespears Titus Andronicus. In: Moderne Sprachen, Bd. 7 (1963–1964), H. 3–4, S. 61–71.

- Die Welt Shakespeares. In: Wiener humanistische Blätter, Bd. 7 (1964), S. 13–30.
- The restoration period and the eighteenth century 1660–1780. Österreichischer Bundesverlag, Wien 1964.
- Artistic integration in Joyce's Dubliners. In: Gero Bauer (Hrsg.): Festschrift Prof. Dr. Herbert Koziol zum siebzigsten Geburtstag (= Wiener Beiträge zur englischen Philologie, Bd. 75). Braumüller, Wien 1973, S. 147–168, ISBN 3-7003-0057-3.
- Wege einer neueren Literaturgeschichte. In: Werner M. Bauer (Hrsg.): Tradition und Entwicklung. Festschrift Eugen Thurnher zum 60. Geburtstag (= Innsbrucker Beiträge zur Kulturwissenschaft. Germanistische Reihe, Bd. 14). Institut für Germanistik, Universität Innsbruck 1982, S. 7–20, ISBN 3-85124-087-1.

Festschrift
- Otto Rauchbauer (Hrsg.): Festschrift für Siegfried Korninger (= Wiener Beiträge zur englischen Philologie, Bd. 80). Braumüller, Wien 1986, ISBN 3-7003-0686-5.